# Дубурс, Екабс
Е́кабc Ду́бурс (настоящая фамилия — Ариньш, латыш. Jēkabs Duburs (Āriņš); 27 марта 1866 — 17 июня 1916) — латвийский актёр, режиссёр, певец (тенор), театральный педагог, драматург.

## Биография
Родился в Вюрцауской волости Добленского уезда Курляндской губернии Российской империи.
Учился в Митавском реальном училище. Участвовал в постановках Митавского латышского театрального общества. Был актёром и режиссёром (с 1887 года), директором (1903—1905) Рижского латышского театра, директором Нового рижского театра (1908—1909), режиссёром Латышской оперы (1913—1915), директором и актёром Московского латышского театра (1915—1916), основателем (вместе с театральным педагогом Зелтматисом), директором и педагогом Латвийских драматических курсов (1909—1916).
Умер в финском городе Хювинкяа, где проходил курс лечения в санатории. Перезахоронен в Риге на Большом кладбище.
С 1966 года лучшим латвийским режиссёрам присуждается премия имени Екабса Дубурса.

## Творчество
Наиболее известен по своим ролям в пьесах в постановке Рижского латышского театра — «Ицик Мозес» Адольфа Алунана (1887), «Блудный сын» (1893), «Грехи Трины» (1896), «Индраны» (1904) Рудольфа Блауманиса, «Луиза Миллер» Фридриха Шиллера (1893), «Жрица» Аспазии (1894), «Венецианский купец» (1894), «Гамлет» (1894) Уильяма Шекспира, «Вольный стрелок» Карла Марии фон Вебера (1900), «Фауст» Иоганна Вольфганга фон Гёте (1901), «Натан Мудрый» Готхольда Эфраима Лессинга (1902), «Привидения» Генрика Ибсена (1908); Московского латышского театра — «Раудупиете» Анны Бригадере (1916), «Блудный сын» Рудольфа Блауманиса (1916); оперным партиям в Латышской опере — «Демон» Антона Рубинштейна (1913), «Кармен» Жоржа Бизе (1914).
Выступая с концертными программами, Екабс Дубурс был первым исполнителем песен академических латышских композиторов Я. Витола, Я. Залитиса, Э. Дарзиньша, А. Калныньша, Э. Мелнгайлиса.
Был автором пьес, либретто первой оригинальной латышской оперы Екабса Озолса «В час призраков», публицистических и критических работ о театре, переводов и сценических адаптаций. Автор книги «Латышский фонетический алфавит» (1912).